# Dracaena novoguineensis
Dracaena novoguineensis är en sparrisväxtart som beskrevs av Lilian Suzette Gibbs. Dracaena novoguineensis ingår i släktet dracenor, och familjen sparrisväxter. Inga underarter finns listade i Catalogue of Life.